# Gerda Wekerle
Gerda Wekerle (Heidelberg, Alemania 1947), es una geógrafa feminista alemana. Escritora prolífica, además de activista y consultora a nivel local, nacional e internacional. Uno de sus principales u trabajos lo escribío con Carolyn Whitzman “Safe cities: guidelines for planning, design, and management” (1995).
Estudio en la Universidad de York y recibió su Ph. D.  en Sociología por la Universidad Northwestern en 1974. Profesora Emérita y Académica Principal de la Facultad de Estudios Ambientales (ahora Cambio Ambiental y Urbano) de la Universidad de York, Toronto. Afiliada al City Institute de la Universidad de York.
Gerda Wekerle comenzó su carrera docente en York en 1972, donde también imparte cursos en la Escuela de Estudios de la Mujer y en el Programa de Posgrado en Geografía. Su trabajo se ha centrado en temas como vivienda, mujer y género, medio ambiente, preservación de la naturaleza, cultura y planificación social, política pública urbana, seguridad alimentaria, jardines comunitarios, política social, transporte, desarrollo urbano y vivienda, métodos de investigación cualitativa y mujer y política pública.
Su investigación reciente se centra en la ecología política de los exurbios y los movimientos ambientalistas contra la expansión y los movimientos urbanos basados en lugares; mujeres en la ciudad neoliberal; y agricultura y planificación urbana. Libros recientes incluyen Mujeres y el Estado de Bienestar Canadiense (1997) y Lugares Locales en la Era de la Ciudad Global (1996).

## La perspectiva de género en los estudios urbanos
Gerda Wekerle (1984) defiende que “el lugar de la mujer está en la ciudad" ya que es en la ciudad, en contraposición con las áreas suburbanas, donde las mujeres tienen más oportunidades para trabajar fuera del hogar y una mayor accesibilidad a los transportes públicos y a los servicios colectivos necesarios para el desarrollo de su vida cotidiana.

## Carrera artística
Artista visual y miembro de Artists' Network, Toronto; Galería 1313; Centro creativo de Neilson Park. Desde 2020-21, exhibió pinturas en serie sobre torres de construcción urbana en Toronto en Aird Gallery, Gallery 1313, Leslie Grove Gallery y Neilson Park Creative Center Gallery.